# Хулија Наваро
Хулија Наваро (Мадрид, 1953) шпански је новинар и писац. Посветила је више од 30 година новинарству и раду у најугледнијим медијским кућама Шпаније. Након неколико политичких романа, постиже врхунац успеха својим првим бестселером La Hermandad de la Sábana Santa. Следе La Biblia de barroi La sangre de los inocentes, романи преведени на више од 30 језика који поред одличне оцене критичара, освајају милионе читаоца широм света.
Добитница је више престижних награда попут el Premio Qué Leer за најбољи шпански роман 2004, VIII Premio de los Lectores de Crisol, Premio Ciudad de Cartagena, Premio Pluma de Plata de Biblio, Premio Protagonistas de Literatura i Premio Más que Música los Libros 2006.

### Приватни живот
Хулија Наваро је рођена у Мадриду 1953. Године. Она је шпански писац и новинар. Ћерка је познатог шанкског писца Филипа Навара. Након писања књига о актуелним стварима и политици објавила је свој први роман, који је био на листама најбоље продаваних,како у Шпанији, тако и у иностранству. Удала се 16. априла 1983. за новинара Фермина Бокоса.

### Издања

#### Врати ми успомене
Бурне године Другог светског рата, Стаљинове Русије и Хитлерове владавине на улицама светских метропола скривају у себи прегршт тајни. У време када се најмањи изглед плаћали животом једна жена била је спремна да ризикује све зарад онога у шта верује. Новинар Гиљермо враћа се кроз минуле деценије и прати траг бурног живота мистериозне шпијунке и неуморне активисткиње Амелије Гарајоа. Ходајући стазом њених сећања Гиљермо није ни сањао да ће његова открића превазићи границе свих очекивања. Када у непрегледном пространству људске душе пронађе најситнији делић изванредног мозаика, сам Гељермо постаје један од последњих редова Амелијине приче. А последњи редови у себи крију неочекивану награду...
И када ми све одузму, највеће благо ми остаје- остају ми успомене.

#### У вихору сећања
Страствена авантура испричана кроз незаборавне ликове чији граде чудесан портрет историје бурних година ХХ века. Судбина жене која је желела да живи слободно или да не живи уопште. Игром судбине, новинар Гиљермо добија јединствену прилику да оживи причу свог далеког претка, Амелије Гарајоа. Полако креће њеним стопама,улази у траг особама које су је познавале и реконструише њен живот из темеља. Заробљена страшћу, Амелија је постала мистерија оног дана када је напустила мужа и дете, у потрази за срећнијим животом. Као велики револуционар и припадница високог друштва, супруга и љубавница, шпијун и убица, пробијала се кроз живот у складу са својим принципима, суочавајући се са сваким изазовом. Остављајући иза себе много патње, проливених суза и страствених љубави, постала је заточеник и жртва сопствених идеала.

#### Врт наде
Две породице. Два века. Живот исткан од снова у суровој стварности.
У сумрак 19. века, Самуел Цукер напуста Русију, једину отаџбину коју је икада познавао, бежећи од прогона због свог јеврејског порекла. Креће пут обећане земље обећане земље, у потрази животом какав му је у трен одузет. Тамо купује земљу од Ахмеда Зијада, главешине арапске породице, човека који му постаје више од брата. Њихово пријатељство нераскидиво ће повезати наредне генерације у свету који од њих захтева само међусобну мржњу. Док Маријана слаже делиће слагалице која чини испреплетану повест Цукеровића и Зијада, помаља се слика живота у разореној земљи, мозаик недаћа, издаје и освете, немогућих љубави и драгоцених тренутака истинске среће.

#### Снови прошлих времена
Узбудљив портрет бурних времена и дешавања,сатканих од издаје и патње. У комплексном историјском контексту, од Руске револуције до модерног доба, у путовању које нас води од Санкт Петербурга до Израела, преко Варшаве и Париза, Хулија Наваро исписује епску авантуру две породице осуђене на сукобе, дарујући нам дирљиву и несвакидашњу причу о храбрим људима који су превазишли разлике захваљујући необичном пријатељству.